# Heinrich Arnhold

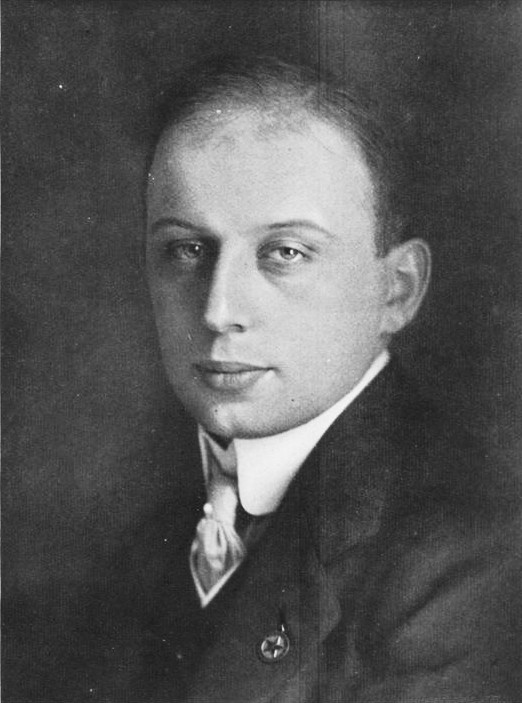
Heinrich Arnhold (1908)

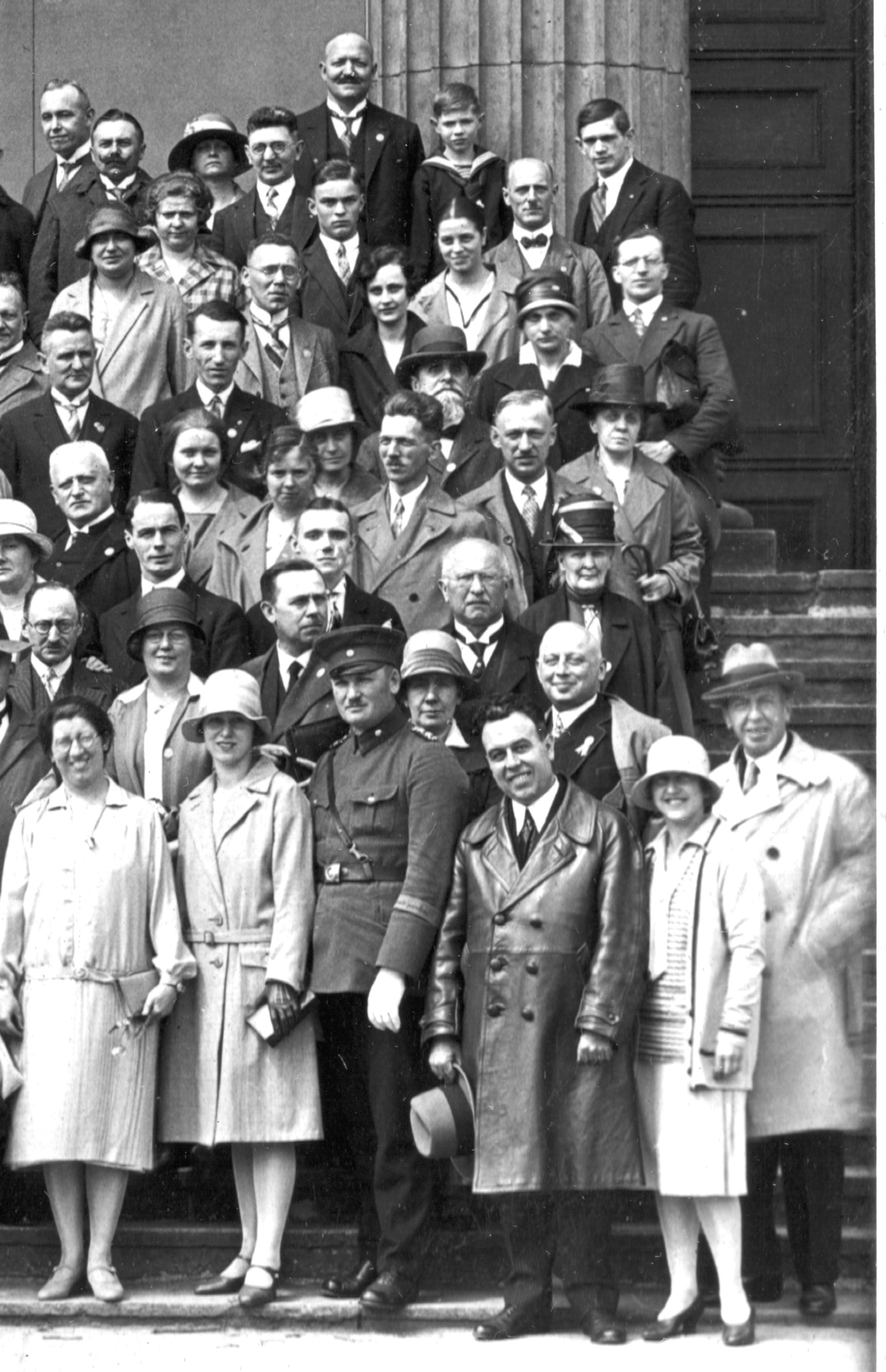
Gruppenfoto vom Deutschen Esperanto-Kongress in Potsdam, Pfingsten 1928; Heinrich Arnhold 2. Reihe von unten, 2. von rechts

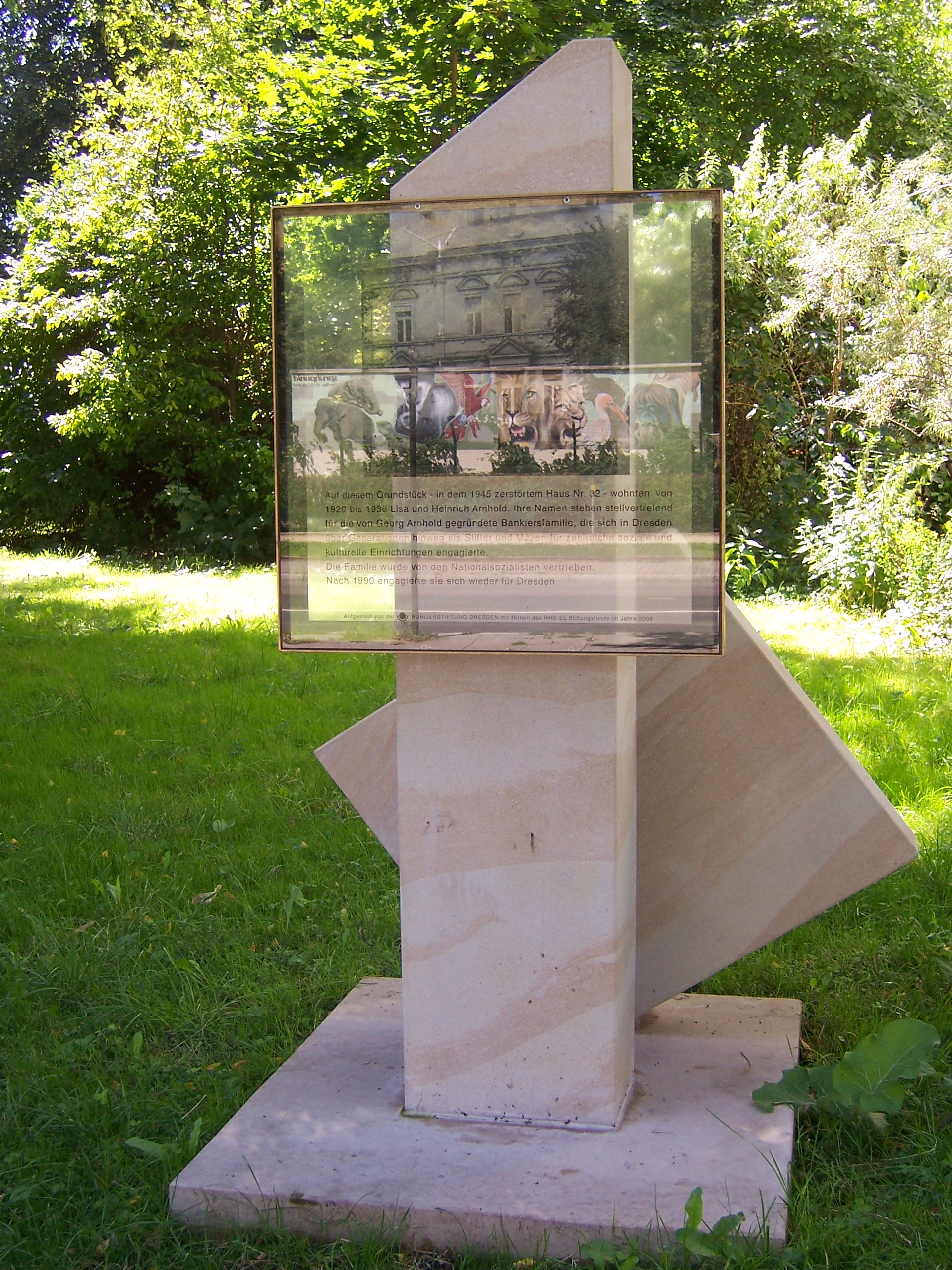
Gedenkstele am Standort des ehemaligen Hauses Arnholds, geschaffen von Erika Lust

Heinrich Arnhold, vollständig Heinrich Gustav Arnhold (* 22. Juli 1885 in Dresden; † 10. Oktober 1935 in Dresden) war ein deutscher Bankier, Sammler, Mäzen und Esperantist.

## Leben und Wirken
Arnhold stammte aus der Dresdner Bankiersfamilie; Georg Arnhold war sein Vater, Max Arnhold sein Onkel. Beide hatten das Bankhaus Gebrüder Arnhold zur größten Privatbank in Sachsen aufgebaut.
Seine Erziehung war geprägt von der großbürgerlichen und progressiven Atmosphäre seines Elternhauses. 1907 nahm er mit seinem Vater, einem Mäzen der Deutschen Friedensgesellschaft, am 16. Weltfriedenskongress in München teil. Schon früh lernte er, angeregt durch Bertha Suttner, Esperanto. Seine Lehrerin war die Dresdner Esperantodichterin Marie Hankel. 1908 gehörte er zu den Organisatoren des 4. Esperanto-Weltkongresses in Dresden. Von 1911 bis 1914 war er 1. Vorsitzender des Sächsischen Esperanto-Bundes, ab 1912 außerdem Schatzmeister des Deutschen Esperanto-Bundes.
Heinrich Arnhold studierte Rechtswissenschaften und wurde 1908 an der Universität Leipzig zum Dr. jur. promoviert. 1910 trat er als Teilhaber in das Bankhaus ein.
1914 heiratete er Lisa, geborene Mattersdorff (1890–1972), ebenfalls aus einer Dresdner Bankiersfamilie. Das Paar hatte fünf Kinder: Ruth, später verheiratete Steiner (1914–2001), Sigrid, später verheiratete Edwards († vor 1992), Rainer († 1993), Esther, später verheiratete Seligmann (1918 – 5. Mai 2000) und Heinrich-Hartmut (Henry H. Arnhold). Das Haus der Familie in der Tiergartenstraße war ein gesellschaftlicher Treffpunkt und Ort der Arnholdschen Diskussionsabende. 1927 ließ Arnhold den Garten des Hauses durch Erwin Barth umgestalten. Heinrich und Lisa Arnhold bauten eine bedeutende Sammlung an moderner Kunst auf sowie, mit angeregt durch die Investitionen der Familie in der Porzellan- und Keramikindustrie, eine umfangreiche Sammlung an Meißner Porzellan.
Arnhold war Mitbegründer der Gesellschaft der Förderer und Freunde der Technischen Hochschule Dresden (GFF) und wurde für sein langjähriges Engagement für die Hochschule zu ihrem Ehrensenator ernannt.
Gegen die beginnende Judenverfolgung versuchte er sich zunächst juristisch und durch Eingaben zu wehren. Er erlitt 1934 und 1935 Schlaganfälle, an deren Folgen er starb. Sein Tod wurde später als verfolgungsbedingt anerkannt.
Seiner Frau Lisa gelang es mit Hilfe ihres Schwagers Kurt Arnhold, die Familie und die Porzellan-Sammlung zunächst in die Schweiz und dann über Portugal und Brasilien in die USA zu retten.

## Porzellansammlung
Die Sammlung früher Meißener Porzellane des Ehepaar Arnhold gehört zu den größten Privatsammlungen dieses Genres. Schon in den 1940er Jahren wurden ausgesuchte Stücke der geretteten Sammlung im M. H. de Young Museum in San Francisco ausgestellt. 1965 folgte dort eine weitere Ausstellung. Henry Arnhold erwarb weitere bedeutende Stücke dazu und steigerte so die Qualität der Sammlung, wobei er die Sammelziele seiner Eltern teils beibehielt, aber auch seinem eigenen Geschmack folgte. 
2008 wurde die Sammlung in New York in der Frick Collection ausgestellt.

## Nachleben
Seit 2001 ermöglicht der Sohn Henry Arnhold eine Vortrags- und Diskussionsreihe, die gemeinsam mit der American Academy in Berlin vom Dresden Heritage e.V. veranstaltet wird und den Namen Lisa and Heinrich Arnhold Lecture trägt. Die Veranstaltungen finden zweimal im Jahr statt.

## Schriften
- Das Stimmrecht lombardierter Aktien. Leipzig, Univ., Diss., 1908